# Обергерлафинген
Обергерлафинген (нем. Obergerlafingen) — коммуна в Швейцарии, в кантоне Золотурн. 
Входит в состав округа Вассерамт. Население составляет 1108 человек (на 31 декабря 2007 года). Официальный код — 2528.

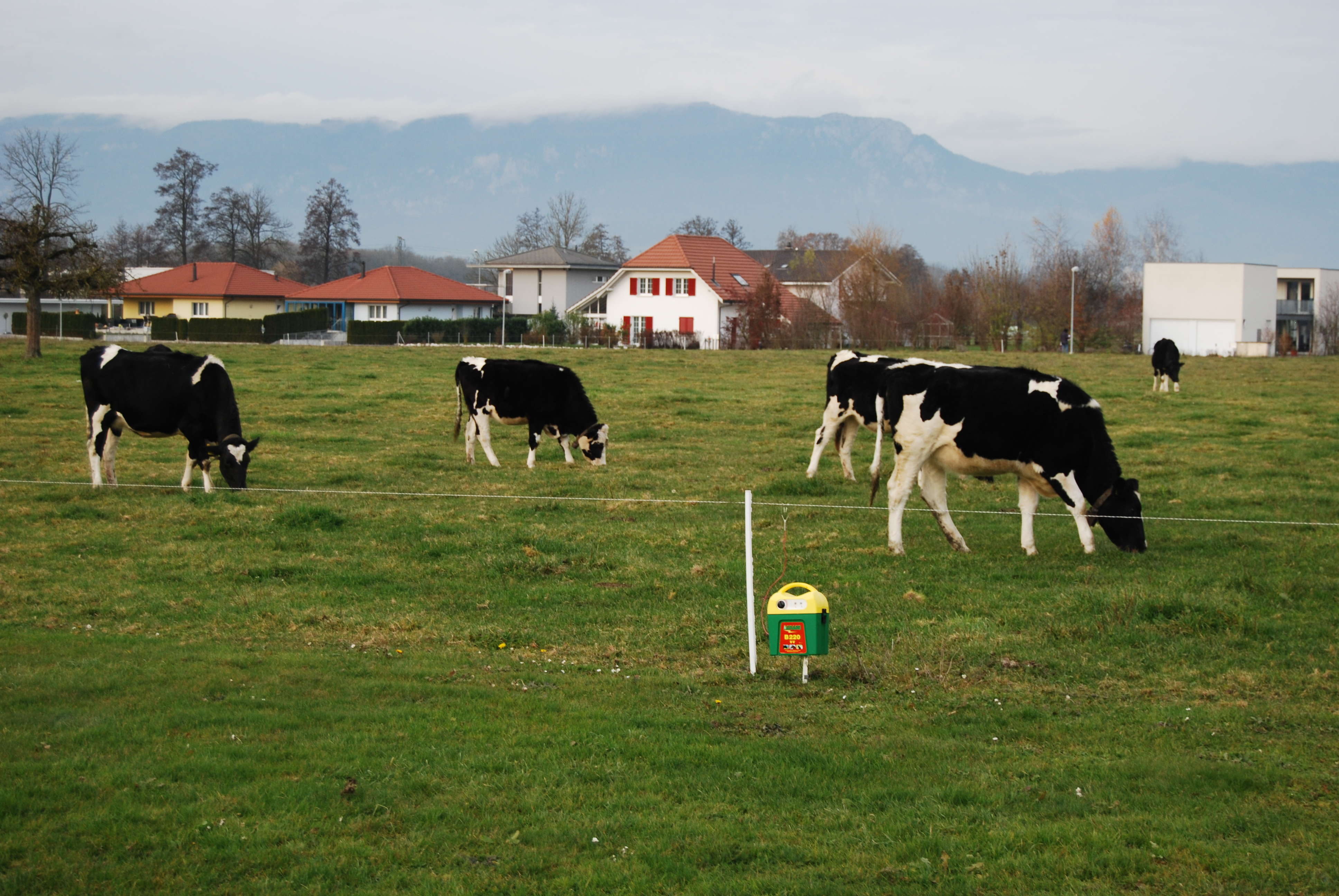
Обергерлафинген